# Бонфис, Иммануил бен Яаков
Иммануи́л бен Яако́в Бонфи́с (фр. Immanuel ben Jacob Bonfils, примерно 1300—1377) — еврейский математик и астроном, представитель прованской еврейской научной школы.

## Биография
Проживал вначале в городе Оранже, затем в Тарасконе.
Изучал астрономию и математику по трудам Леви бен Гершома и Ал-Баттани, преподавал математику.
В 1365 году подготовил в Тарасконе астрономические таблицы «Шесть крыльев» (ивр. שש כנפים‎), включавшие, помимо общеастрономических сведений, также данные для расчёта еврейского календаря.
Бонфис первым в Европе опубликовал (в трактате «Путь деления», ивр. דרך חילוק‎) довольно подробный набросок общей теории десятичных дробей, однако до трудов Симона Стевина эта теория не получила распространения. Бонфис сформулировал также правила действий со степенями (не только с положительными, но и с отрицательными показателями) и дал алгоритм извлечения квадратного корня из числа с любой точностью. Перевёл ряд научных трудов с латинского на иврит.
Некоторые труды Бонфиса были переведены на латинский и (в Византии) на греческий, однако вскоре были в большинстве забыты, хотя его астрономические таблицы использовались вплоть до XVII века. Вновь обнаружены и исследованы уже в XX веке.
На таблицах Бонфиса основывали свои расчёты сторонники ереси «жидовствующих» на Руси во второй половине XV века, епископ Геннадий даже направлял «латинщикам» в Рим письма с жалобами, что еретики пользуются «Шестокрылом» для предсказания своего торжества, по-видимому, вычисления прихода мессии.

## Труды
Большинство сохранившихся рукописей Бонфиса хранятся в Национальной библиотеке Франции, Париж.
Основные труды:
- «Шестокрыл» (Канфе нешарим; Крылья орла, ивр. כנפי נשרים‎), в 6 книгах. Другое название: Шеш канафаим (шесть крыльев, ивр. שש כנפים‎ — имеется в виду шестикрылый серафим, Исайя 6:2). Главный астрономический труд Бонфиса; закончен в 1356 году[2].
- Дерек хиллук (Путь деления, ивр. דרך חילוק‎) — курс десятичной позиционной арифметики, включая десятичные дроби.

Другие труды:
- О соотношении между диаметром и окружностью круга, с приложением правил об извлечении квадратных корней и объяснения одного места в «Сефер Йецира».
- О движении планет.
- Об устройстве астролябии.
- Заметки о солнечном и лунном циклах.
- Заметки о 9 кометах.
- Астрологический трактат о семи созвездиях.